# Ścieżka dźwiękowa Grand Theft Auto: Vice City
Ścieżka dźwiękowa gry komputerowej Grand Theft Auto: Vice City, występuje ona w postaci różnych stacji radiowych, które gracz może dowolnie odsłuchiwać podczas prowadzenia pojazdu.

## Stacje muzyczne

### V-Rock
DJ: Lazlow

Rodzaj: heavy metal, hard rock, thrash metal, glam metal

Lista utworów:
1. You’ve Got Another Thing Comin’ – Judas Priest
2. Too Young to Fall in Love – Mötley Crüe
3. Peace Sells – Megadeth
4. Dangerous Bastard – Rockstar’s Love Fist
5. Turn Up the Radio – Autograph
6. I Wanna Rock – Twisted Sister
7. Bark at the Moon – Ozzy Osbourne
8. Madhouse – Anthrax
9. 2 Minutes to Midnight – Iron Maiden
10. Raining Blood – Slayer
11. Cumin’ Atcha Live – Tesla
12. Yankee Rose – David Lee Roth
13. Come On Feel The Noise – Quiet Riot
14. Working For The Weekend – Loverboy
15. She Sells Sanctuary – The Cult
16. Fist Fury – Rockstar’s Love Fist
17. God Blessed Video – Alcatrazz

Oprócz prawdziwych utworów można usłyszeć fikcyjny zespół Love Fist stworzony na potrzeby gry.

### Wave 103
DJ: Adam First

Rodzaj: nowa fala, post punk, dance-pop

Lista utworów:
1. Two Tribes – Frankie Goes to Hollywood
2. Love Missile F1-11 – Sigue Sigue Sputnik
3. Cars – Gary Numan
4. (Keep Feeling) Fascination – The Human League
5. Atomic – Blondie
6. 99 Luftballons – Nena
7. Kids In America – Kim Wilde
8. Pale Shelter – Tears for Fears
9. Sunglasses At Night – Corey Hart
10. Poison Arrow – ABC
11. I Ran (So Far Away) – A Flock of Seagulls
12. Love My Way – The Psychedelic Furs
13. Obsession – Animotion
14. Gold – Spandau Ballet
15. Hyperactive! – Thomas Dolby
16. Never Say Never – Romeo Void

### Emotion 98.3
DJ: Fernando Martinez

Rodzaj: soft rock, pop-rock

Lista utworów:
1. Waiting for a Girl Like You – Foreigner
2. Wow – Kate Bush
3. Tempted – Squeeze
4. Keep On Loving You – REO Speedwagon
5. (I Just) Died in Your Arms – Cutting Crew
6. More Than This – Roxy Music
7. Africa – Toto
8. Broken Wings – Mr. Mister
9. Missing You – John Waite
10. Crockett’s Theme – Jan Hammer
11. Sister Christian – Night Ranger
12. Never Too Much – Luther Vandross

### Flash FM
DJ: Toni

Rodzaj: pop, synthpop, dance-pop, pop-rock, nowa fala

Lista utworów:
1. Out of Touch – Hall & Oates
2. Dance Hall Days – Wang Chung
3. Billie Jean – Michael Jackson
4. Self Control – Laura Branigan
5. Call Me – Go West
6. Kiss the Dirt (Falling Down the Mountain) – INXS
7. Run to You – Bryan Adams
8. Four Little Diamonds – Electric Light Orchestra
9. Owner of a Lonely Heart – Yes
10. Life’s What You Make It – Talk Talk
11. Your Love – The Outfield
12. Running With The Night – Lionel Richie
13. Video Killed the Radio Star – Buggles
14. Japanese Boy – Aneka
15. Steppin Out – Joe Jackson
16. One Thing Leads To Another – The Fixx

### Wildstyle
DJ: Mr. Magic

Rodzaj: old school hip hop, breakbeat, electro

Lista utworów:
1. Pump Me Up – Trouble Funk
2. One for the Treble – Davy DMX
3. Clear – Cybotron
4. Al-Naafiysh (The Soul) – Hashim
5. Rockit – Herbie Hancock
6. Looking for the Perfect Beat – Afrika Bambaataa and Soul Sonic Force
7. Get It Girl – 2 Live Crew
8. Rock Box – Run-D.M.C.
9. Bassline – Mantronix
10. The Smurf – Tyrone Brunson
11. Magic’s Wand – Whodini
12. More Bounce to the Ounce – Zapp and Roger
13. The Message – Grandmaster Flash and the Furious Five
14. The Breaks – Kurtis Blow
15. Hip Hop, Be Bop (Don’t Stop) – Man Parrish

### Fever 105
DJ: Oliver „Ladykiller” Biscuit

Rodzaj: funk, R&B, post-disco, soul

Lista utworów:
1. Wanna Be Startin’ Somethin’ – Michael Jackson
2. Automatic (Extended Version) – The Pointer Sisters
3. Act Like You Know – Fat Larry's Band
4. Juicy Fruit – Mtume
5. Behind the Groove – Teena Marie
6. Get Down Saturday Night – Oliver Cheatham
7. Ghetto Life – Rick James
8. Shame – Evelyne „Champagne” King
9. All Night Long – Mary Jane Girls
10. Summer Madness – Kool and the Gang
11. I’ll Be Good – René & Angela
12. And the Beat Goes On – The Whispers
13. Last Night a DJ Saved my life – Indeep

### Espantoso
DJ: Pepe

Rodzaj: muzyka latynoamerykańska (latin jazz, salsa)

Lista utworów:
1. Super Strut – Deodato
2. A Gozar Con Mi Combo – Cachao
3. Me And You Baby (Picao Y Tostao) – Mongo Santamaria
4. Mambo Mucho Mambo – Machito & His Afro-Cuban Orchestra
5. Jamay – Xavier Cugat & His Orchestra
6. Mama Papa Tu – Mongo Santamaria
7. La Vida es Una Lenteia – Unaesta
8. Expansions – Lonnie Liston Smith
9. Aguanile – Irakere
10. Maracaibo Oriental – Beny Moré
11. Latin Flute – Deodato
12. Mambo Gozón – Tito Puente
13. The Bull is Wrong – Alpha Banditos
14. Yo Te Miré – Tres Apenas Como Eso

### KCHAT i VCPR (Vice City Public Radio)
Dostępne są również dwie stacje nadające cały czas wywiady ze znanymi osobami Vice City lub słuchaczami. Stacje te nie zostały wydane ani w box-secie, ani na oddzielnych płytach. Prowadzącą program jest Amy Sheckenhausen, której głosu użyczyła Leyna Weber.
KCHAT to radio talk-show, w którym nie usłyszymy w nim żadnej muzyki, a jedynie wywiady z zaproszonymi gośćmi oraz dzwoniącymi do studia słuchaczami. Podczas transmisji prezentowanej w grze, Amy przeprowadza siedem wywiadów.
Jedną z zaproszonych do studia postaci jest Jezz Torrent, członek fikcyjnej grupy rockowej Love Fist. Po tej części wywiadu w studiu pojawia się feministka, profesor Michelle Carapadis, z którą Amy rozmawia o jej ostatnio opublikowanej pracy dyplomowej. Następnym gościem jest Pat „Mr. Zoo” Flannerty, parodia Steve’a Irwina, który kocha zwierzęta w dość nietypowy sposób.
Po usunięciu Mr. Zoo ze studia, Amy przeprowadza wywiad z duchowną Nowej Ery nazwaną Gethsemanee Starhawk Moonmaker. Podczas tego wywiadu, dzwoni słuchacz radia i mówi dość sprośne komentarze o Gethsemanee, pytając ją o karę dla BDSM za ich zachowanie; ten sam słuchacz dzwoni do Chatterbox, radia talk-show w Grand Theft Auto III. Następnym gościem w studiu jest BJ Smith, agresywna amerykańska legenda futbolu amerykańskiego.